# O Tannenbaum
O Tannenbaum, Albero di Natale, L'albero di natale in italiano, è un canto tradizionale tedesco nonché – assieme a Jingle Bells, a White Christmas, Stille Nacht e Tu scendi dalle stelle – una delle più famose canzoni natalizie.

## Storia
La melodia, di autore anonimo, è quella di un canto popolare che ha avuto probabilmente origine tra il XVI e il XVII secolo (anche se qualcuno ha ipotizzato una possibile origine medievale) che è stata pubblicata per la prima volta nel 1799 ed utilizzata in alcune antiche canzoni studentesche quali Lauriger Horatius e Gott grüß dich, bruder staudinger. 

Le parole sono state invece composte nel 1819 dall'organista di Lipsia Joachim August Zarnack (1777 – 1827) (prima strofa), che si ispirò ad un brano popolare della Slesia dal titolo Ach Tannenbaum, composto nel XVI secolo da Melchior Franck (Ach Tannenbaum, ach Tannenbaum, du bist ein edler Zweig! Du grünest uns den Winter, die liebe Sommerzeit) e, forse, anche al canto Es hing ein Stallknecht seinen Zaum (1550 – 1580 (O Tanne, du bist ein edler Zweig | Du grünest Winter und die liebe Sommerzeit | Wenn alle Bäume dürre sein  | So grünest du, edles Tannenbäumelein), entrambe molto simili al testo di O Tannenbaum. Ernst Gebhardt Anschütz aggiunse, poi, nel 1824 la seconda e terza strofa.

## Testo
La canzone è un inno all'abete (in tedesco: Tanne, Tannenbaum), di cui si loda, in particolar modo, il suo status di sempreverde:

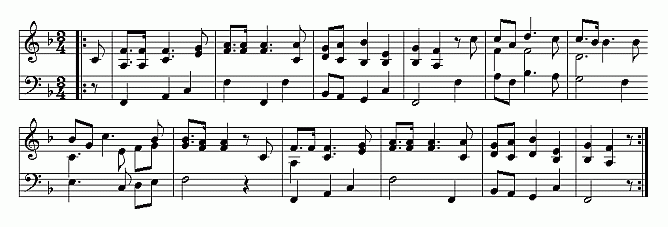
Lo spartito del brano

O Tannenbaum, o Tannenbaum,

Wie treu/grün sind deine Blätter!

Du grünst nicht nur zur Sommerszeit,

Nein, auch im Winter, wenn es schneit.

O Tannenbaum, o Tannenbaum,

Wie treu/grün sind deine Blätter!

O Tannenbaum, o Tannenbaum,

Du kannst mir sehr gefallen!

Wie oft hat schon zur Winterszeit

Ein Baum von dir mich hoch erfreut!

O Tannenbaum, o Tannenbaum,

Du kannst mir sehr gefallen!

## Versioni in altre lingue
Del brano sono stati fatti numerosi adattamenti in altre lingue.

### Versione inglese
Oltre a quella originale tedesca, la versione più famosa è quella inglese O Christmas Tree, di cui esistono due varianti:
Prima versione
O Christmas Tree, O Christmas Tree,

Your branches green delight us.

O Christmas Tree, O Christmas Tree,

Your branches green delight us.

They're green when summer days are bright;

They're green when winter snow is white.

O, Christmas Tree, O Christmas Tree,

Your branches green delight us!
O Christmas Tree, O Christmas Tree,

You give us so much pleasure!

O Christmas Tree, O Christmas Tree,

You give us so much pleasure!

How oft at Christmas tide the sight,

O green fir tree, gives us delight!

O Christmas Tree, O Christmas Tree,

You give us so much pleasure!
O Christmas Tree, O Christmas Tree,

Your branches green delight us.

O Christmas Tree, O Christmas Tree,

Your branches green delight us.

They're green when summer days are bright;

They're green when winter snow is white.

O Christmas Tree, O Christmas Tree,

Your branches green delight us!
Oh Christmas tree, Oh Christmas tree

Forever true your color

Oh Christmas tree, Oh Christmas tree

Forever true your color

Your boughs so green in summertime

Stay bravely green in wintertime

Oh Christmas tree, Oh Christmas tree

Forever true your color
Oh Christmas tree, Oh Christmas tree

You fill my heart with music

Oh Christmas tree, Oh Christmas tree

You fill my heart with music

Reminding me on Christmas day

To think of you and then be gay

Oh Christmas tree, Oh Christmas tree

You fill my heart with music
Seconda versione
O Christmas tree, O Christmas tree!

How are thy leaves so verdant!

O Christmas tree, O Christmas tree,

How are thy leaves so verdant!

Not only in the summertime,

But even in winter is thy prime.

O Christmas tree, O Christmas tree,

How are thy leaves so verdant!
O Christmas tree, O Christmas tree,

Much pleasure dost thou bring me!

O Christmas tree, O Christmas tree,

Much pleasure dost thou bring me!

For every year the Christmas tree,

Brings to us all both joy and glee.

O Christmas tree, O Christmas tree,

Much pleasure dost thou bring me!
O Christmas tree, O Christmas tree,

Thy candles shine out brightly!

O Christmas tree, O Christmas tree,

Thy candles shine out brightly!

Each bough doth hold its tiny light,

That makes each toy to sparkle bright.

O Christmas tree, O Christmas tree,

Thy candles shine out brightly!

### Versioni in italiano
Numerosi sono anche gli adattamenti in italiano. Tra queste, ricordiamo L'albero di Natale, incisa dal Piccolo Coro dell'Antoniano, versione molto diversa dal testo originale tedesco: parla, infatti, di un albero di Natale decorato.
Prima versione
Nel buio tu risplendi noi

Abete di Natale.

Sui rami tuoi scintillano

le luci colorate.

Dei bimbi gli occhi brillano

di Dio le luci vedono.

Accanto ad un presepe c'è

l'Abete di Natale.
Seconda versione
Ricordi a tutti gli uomini

i doni che i pastori.

Portarono al bambin Gesù

la notte di Natale.

Col cuore pien di giubilo

li misero sui rami tuoi.

Per questo festeggiamo te

Abete di Natale.

### Lingue varie
Tra le versioni in altre lingue, citiamo, ad esempio:
- Oh kuusepuu (estone)
- Oi kuusipuu (finlandese)
- Mon beau sapin (francese)
- O dennenboom (olandese)
- Oh, brad frumos! (rumeno)

In Norvegia, invece, è stata utilizzata la melodia di O Tannenbaum nel canto natalizio O Lutefisk, un elogio ad uno dei piatti tradizionali (merluzzo in ammollo) delle feste in quella terra.